# Тепловская
Тепловская — деревня в Лухском районе Ивановской области. Входит в состав Порздневского сельского поселения.

## География
Находится в восточной части Ивановской области на расстоянии приблизительно 20 км на восток по прямой от районного центра поселка Лух на правом берегу речки Порздня.

## История
Деревня появилась на карте 1840 года. В 1872 году здесь (тогда деревня Юрьевецкого уезда Костромской губернии) было учтено 26 дворов, в 1907 году — 24.

## Население
Постоянное население составляло 107 человек (1872 год), 117 (1897), 117(1907), 6 в 2002 году (русские 100 %), 4 в 2010.